# 투손 유물
투손 유물(Tucson artifact)은 처음 때때로 1세기에 대서양을 횡단했던 초기의 지중해 문명에 의해 만들어진 것으로 생각되는, 1924년 찰스 E. Manier와 그의 가족이 애리조나 픽처 바위 근처에서 발견한 서른한 개의 납 물건이었지만, 나중에 사기로 밝혀졌다.

## 같이 보기
- 안틸리아
- 철목 숲 천연 기념물